# Rio Claro Basquete
O Rio Claro Basquete, ou simplesmente Rio Claro, é um tradicional clube de basquete brasileiro da cidade de Rio Claro, São Paulo.

## História
O Rio Claro Basquete surgiu em 1981. Na época, era representado pelo Clube de Campo de Rio Claro e, no ano de sua fundação, conseguiu o acesso à elite do Campeonato Paulista ao vencer o Campeonato Estadual da 1.ª Divisão. Na estreia entre as principais forças do estado, o Leão ficou na sexta colocação no Paulista de 1982. As principais glórias do time rioclarense vieram entre o final dos anos 80 e na primeira metade da década de 90, quando teve grandes equipes, com jogadores consagrados e com passagens pela Seleção Brasileira. Em 1987, o Rio Claro chegou como azarão à final do Paulista, contra o forte time do Monte Líbano. Contrariando as expectativas, os rioclarenses fizeram 3 a 1 no playoff e conquistaram o primeiro estadual. Devido ao título paulista, a equipe disputou a Taça Brasil de 1987. Na primeira participação no Campeonato Brasileiro, o Leão ficou na terceira posição. Em 1990, o bi do estado quase veio: derrota para o Franca na decisão, por três jogos a zero. Na temporada seguinte (1991), o time da Cidade Azul deu o "troco" nos francanos e ficou com o troféu ao fechar a série decisiva em 3 a 1. Na mesma temporada, veio o primeiro título do Brasileiro. Depois de derrotar o Banespa/Ipê/Jales por 81 a 79, com uma cesta de Paulinho Villas Boas no último segundo, a taça do Nacional de 1992 foi para o Cesp/Blue Life/Rio Claro. Poucos dias após a conquista do Nacional, o Rio Claro Basquete foi para Montevidéu, no Uruguai, para jogar sua primeira competição internacional: o Campeonato Sul-Americano de Clubes Campeões. Os rioclarenses ficaram com o terceiro lugar no torneio continental. Em 1993, ocorreu outra final de Campeonato Paulista entre o Rio Claro e o Franca. No "desempate" entre os times, melhor para o Leão que fez 104 a 93 no jogo único, conquistando o tricampeonato do estado.
No ano de 1994, o RCB levantou mais uma taça do estadual. Desta vez, derrotou o Nosso Clube, da vizinha Limeira, por 96 a 90. A temporada 1994/95, contudo, ainda reservava mais alegrias para a equipe. Com uma excelente campanha no Nacional de 1995, o Cesp/Rio Claro chegou à decisão contra a outra equipe de Franca, o Dharma/Yara, e com a vitória por 3 a 1 na série final sagrou-se bicampeão do Campeonato Brasileiro. Na temporada 1995/1996, vieram as conquistas mais marcantes para o Rio Claro Basquete. Para a disputa do Sul-Americano de Clubes Campeões de 1995, realizado em Bucaramanga (Colômbia), o Blue Life/Rio Claro emprestou alguns jogadores do Bozzano/Ipê/Jales. Jogando como Blue Life/Bozzano/Rio Claro, a equipe da Cidade Azul alcançou seu primeiro título internacional. Já sob o nome de Polti Vaporetto/Blue Life/Rio Claro, o esquadrão conquistou a Copa América de Clubes (Pan-Americano de Clubes), realizado em Santa Cruz do Sul, no Brasil. Na mesma temporada, mas já sem o patrocínio da Blue Life, o Leão conquistou o terceiro título seguido do Campeonato Paulista, o quinto no total, ao superar a AA Guaru no playoff final por três jogos a dois. Em dezembro de 1995, o Polti Vaporetto/Rio Claro fez uma excursão pela Europa, a fim de realizar alguns amistosos e torneios contra equipes daquele continente. O momento mais marcante foi o confronto contra o Real Madrid, no Torneio de Natal, em Madrid. O Rio Claro conseguiu derrotar os espanhóis por 76 a 75, e obteve um desempenho de duas vitórias e uma derrota no torneio. Porém, na contagem de cestas, os brasileiros ficaram na terceira posição, atrás do próprio Real e da Seleção Australiana. No ano de 1996, o time rioclarense realizou campanhas de destaque em campeonatos sul-americanos. Ficou com o quarto lugar na primeira edição da Liga Sul-Americana e com a medalha de prata no Sul-Americano de Clubes. Na temporada seguinte (1996/97), o RCB não conseguiu patrocínio e teve que se licenciar por um ano das competições oficiais. Voltou na temporada 1997/1998 como Brastemp/Rio Claro, mas após o quarto lugar no Nacional de 1998, o time novamente enfrentou dificuldades financeiras e desativou suas atividades, ficando ausente do cenário do basquete durante anos.    
O Rio Claro Basquete voltou à ativa em 2005, sob a gerência da Associação Beneficente Cultural Desportiva Bandeirantes, que já havia sido parceira do Clube de Campo na gestão da equipe nas décadas de 80 e 90. O primeiro campeonato disputado pelo time após o retorno foi o Torneio Novo Milênio de 2005, no primeiro semestre daquele ano. Na sequência, o RCB participou do Paulista de 2005 e também do Nacional de 2006, marcado por não ter chego ao fim. Em 2007, foi convidado para jogar, pela segunda vez, a Liga Sul-Americana e conquistou a quinta posição no certame. Depois de se ausentar do Paulista de 2007, o Rio Claro fez uma parceria com a Ulbra em 2008, tendo a denominação de Ulbra/Bandeirantes/Rio Claro. Assim, o RCB disputou a última edição do Campeonato Nacional de Basquete. Paralelamente ao Brasileiro, o Leão disputou com uma "equipe B", formada por jovens jogadores, o Torneio Novo Milênio de 2008, organizado pela FPB. Após o Campeonato Paulista de 2008, a parceria entre a Ulbra e o Rio Claro se encerrou, mas o projeto continuou ativo após um acordo entre o Rio Claro FC e a Secretaria Municipal de Esportes. Assim, o time da Cidade Azul disputou os campeonatos do ano de 2009 (Novo Milênio e Paulista) como Rio Claro FC/SEME.
Em 2010, o Rio Claro Basquete passou a ser gerido pela Associação Cultural Beneficente Desportiva Rio Claro. A exemplo do ano anterior, jogou o Torneio Novo Milênio e o Campeonato Paulista, onde foi derrotado pelo Pinheiros na série quartas de final. Em 2011, começou a dar os primeiros passos para estar novamente na elite do basquete brasileiro. Foi campeão da Copa Brasil Sudeste e ficou em terceiro na Supercopa Brasil. Em 2013, o Leão conquistou o bi da Copa Brasil Sudeste e classificou-se para a Supercopa Brasil. Porém, a equipe não alcançou o acesso para o Novo Basquete Brasil, encerrando a participação na Supercopa de 2013 na quarta colocação. Como na temporada anterior (2012), o RCB ficou em primeiro na fase inicial do Paulista de 2013, contudo, não obteve o mesmo desempenho na etapa principal do campeonato, ficando em penúltimo lugar. Devido a isso, o Rio Claro Basquete teve que disputar no primeiro semestre de 2014 a fase classificatória do Paulista para mais uma vez integrar o grupo dos principais times de São Paulo. Com uma grande campanha de dez vitórias em 12 partidas na repescagem, o esquadrão da Cidade Azul voltou a figurar entre as principais forças do estado. No Campeonato Paulista de 2014, os rioclarenses foram eliminados pelo Bauru nas quartas. Após algumas tentativas frustradas de retornar à elite nacional do basquete, o Leão garantiu vaga na primeira divisão brasileira (NBB) depois de seis anos, ao fechar a série final contra o Lins Basquete em 3 a 1, sagrando-se campeão da Liga Ouro de 2014 (Campeonato Brasileiro da 2.ª Divisão).
Na primeira participação no NBB, na temporada 2014-15, o time rioclarense terminou na 15.ª colocação. No Campeonato Paulista de 2015, o Leão teve um grande desempenho na fase classificatória e ficou em primeiro na sua chave. Nas quartas, fechou a série contra o Pinheiros em 3 a 2, regressando a uma semifinal de estadual após nove anos. Na semifinal, acabou eliminado do torneio ao perder o playoff para o São José por 3 a 1. No NBB 2015-16, o Rio Claro foi eliminado nas quartas de final pelo Flamengo, ficando no 8º lugar. Depois de disputar o Paulista de 2016, a equipe rioclarense sofreu com a falta de apoio e patrocínio, tendo que se ausentar das competições adultas. No entanto, o projeto permaneceu ativo com as categorias de base disputando as competições oficiais do estado, sob a gestão do Instituto Cidade Azul. No final do mês de novembro de 2018, o RCB anunciou o retorno da equipe profissional para a disputa da Liga Ouro. A ABCD Bandeirantes voltou a ser a gestora da equipe e o Pastifício Selmi (dono da marca Renata) o novo patrocinador máster do Leão, que passou a ter o nome fantasia de Renata/Rio Claro.
Na Liga Ouro de 2019, o Renata/Rio Claro foi eliminado pelo Campo Mourão nas quartas de final da competição, perdendo a série melhor de três por 2 a 0. Ainda no mesmo ano, a equipe rioclarense voltou a disputar o Campeonato Paulista. O esquadrão da Cidade Azul foi eliminado nas oitavas de final pelo Pinheiros. Mesmo com o sexto lugar na edição de 2019 da Liga Ouro, o Rio Claro retornou à elite brasileira do basquete (NBB) depois de adquirir a vaga do Macaé. Quando o NBB 2019-20 foi encerrado por conta da pandemia de COVID-19, o Leão se encontrava na nona colocação. Após o cancelamento da competição, o Rio Claro Basquete perdeu o patrocínio da Selmi. Sem conseguir reunir condições financeiras e técnicas, o time deixou de disputar o Paulista de 2020 e o NBB 2020-21. Porém, o hiato dessa vez foi curto e o Rio Claro retornou para as disputas da temporada 21-22. No Paulista de 2021, foi eliminado nas quartas de final pelo campeão daquele ano, o São Paulo. No NBB 21-22, perdeu o playoff oitavas de final para o Paulistano por 2 a 1. Após a temporada 2022-23, o Rio Claro novamente se ausentou do cenário profissional do basquete. Em julho de 2025, anunciou o retorno da equipe profissional para a temporada 2025-26, contando com apoio de investidores.

## Títulos
| Continentais | Continentais                                | Continentais | Continentais                  |
|              | Competição                                  | Títulos      | Temporada                     |
| ------------ | ------------------------------------------- | ------------ | ----------------------------- |
|              | Campeonato Pan-Americano de Clubes          | 1            | 1995                          |
|              | Campeonato Sul-Americano de Clubes Campeões | 1            | 1995                          |
| Nacionais    |                                             |              |                               |
|              | Competição                                  | Títulos      | Temporada                     |
| Brasil       | Campeonato Brasileiro                       | 2            | 1992 e 1995                   |
| Brasil       | Campeonato Brasileiro - 2.ª Divisão         | 1            | 2014                          |
| Estaduais    |                                             |              |                               |
|              | Competição                                  | Títulos      | Temporada                     |
| São Paulo    | Campeonato Paulista                         | 5            | 1987, 1991, 1993, 1994 e 1995 |
| São Paulo    | Campeonato Estadual da 1.ª Divisão          | 1            | 1981                          |

### Outros torneios
- Copa Brasil Sudeste: 2 vezes (2011 e 2013).
- Campeonato Paulista da Divisão Especial do Interior: 1986.
- Torneio Início do Paulista: 1991.
- Taça Franco Polti: 1995.
- Torneio Encestando una Sonrisa: 2008.

## Campanhas de destaque
- Vice-campeão do Campeonato Sul-Americano de Clubes Campeões: 1996.
- Vice-campeão do Campeonato Paulista: 1990.

## Últimas temporadas
Legenda:
| Campeão Vice-campeão | Classificado à Champions League Classificado à Liga Sul-Americana | NBB = Novo Basquete Brasil |

## Jogadores históricos
- Adilson Nascimento
- Askia Jones
- Billy Law
- Demétrius Ferracciú
- Emil Rached
- Janjão
- Josuel dos Santos
- Luiz Felipe Azevedo
- Marco Antônio
- Nilo Guimarães
- Paulão "Giant" Silva
- Paulinho Villas Boas
- Tonico Santana
- Valtinho
- Vanderlei
- Vítor Benite
- Wilson Rensi
- Zanon
- Zé Geraldo

## Treinadores históricos
- Cláudio Mortari
- João Bosco
- Zé Boquinha